# Charles Wuorinen
Charles Peter Wuorinen (New York, 9 juni 1938 – aldaar, 11 maart 2020) was een Amerikaans componist, muziekpedagoog, dirigent en pianist.

## Levensloop
Wuorinen kwam al vroeg met muziek in contact. Hij studeerde aan de Columbia-universiteit in New York bij onder andere Otto Luening, Vladimir Ussachevsky en Jack Beeson.
In 1970 was hij de jongste componist, die de Pulitzerprijs voor muziek won met zijn werk Time's Encomium. Verder werd hij met de Lili Boulanger Memorial Award en de McArthur Fellowship onderscheiden.
Hij gaf lezingen aan verschillende conservatoria en universiteiten in de Verenigde Staten waaronder de Columbia-universiteit, de Princeton-universiteit, het New England Conservatory in Boston (Massachusetts), de Manhattan School of Music in New York, de Yale School of Music in New Haven (Connecticut) en de State University of New York at Buffalo (SUNY) in Buffalo (New York). Sinds 1984 is hij als docent verbonden aan de Rutgers, Staatsuniversiteit van New Jersey.
Als uitstekend pianist en als dirigent werkte hij met vooraanstaande orkesten in de Verenigde Staten samen zoals het Cleveland Orchestra, Chicago Symphony Orchestra, New York Philharmonic Orchestra, San Francisco Symphony Orchestra, Los Angeles Philharmonic Orchestra en het American Composers Orchestra.
Als componist schreef hij tot nu (2009) meer dan 250 composities voor vele genres. Wuorinen was lid van de American Academy of Arts and Letters en de American Academy of Arts and Sciences.

## Composities

### Werken voor orkest

#### Symfonieën
- 1959 Symphony No. 3, voor orkest
- 1978 Two-Part Symphony, voor orkest
- 1980 Ecclesiastical Symphonies (4 Movements from "The Celestial Sphere"), voor orkest
- 1992 Microsymphony, voor orkest
- 1997 Symphony Seven, voor orkest
- 2006 Eighth Symphony (Theologoumena), voor orkest

#### Concerten voor instrumenten en orkest
- 1960 Concertone, voor koperkwintet en orkest
- 1966 Concerto Nr. 1, voor piano en orkest
- 1972 Concerto, voor geprepareerd viool en orkest
- 1974 Concerto Nr. 2, voor geprepareerd piano en orkest
- 1975-1976 Tashi, voor klarinet, viool, cello, piano en orkest
- 1983 Rhapsody, voor viool en orkest
- 1984 Concerto Nr. 3, voor piano en orkest
- 1984 Concertino, voor blazers en contrabas
- 1985 Prelude to Kullervo, concert voor tuba en orkest
- 1987 Five: Concerto, voor geprepareerd cello en orkest
- 1993 Concerto, voor saxofoonkwartet en orkest
- 2003 Concerto Nr. 4, voor piano en orkest
- 2005 Flying to Kahani, concert voor piano en orkest
- 2006 Spin 5, voor viool en 18 instrumentalisten
- 2008 Time Regained, a fantasy, voor piano en orkest

#### Andere werken voor orkest
- 1956 Music for Orchestra
- 1961 Evolutio Transcripta, voor kamerorkest
- 1965 Orchestral and Electronic Exchanges, voor orkest en gesynthetiseerde klanken
- 1969 Contrafactum, voor orkest
- 1971 Grand Bamboula, voor strijkorkest
- 1975 A Reliquary for Igor Stravinsky, voor orkest
- 1975 Hyperion, voor kamerorkest
- 1979 The Magic Art: An Instrumental Masque drawn from the works of Henry Purcell, voor kamerorkest
- 1981 Short Suite, voor orkest
- 1984 Crossfire, voor orkest
- 1984 Movers and Shakers, voor orkest
- 1986 Bamboula Beach, voor orkest
- 1986 Fanfare (for the Houston Symphony), voor orkest
- 1986 The Golden Dance, voor orkest
- 1987 Galliard, voor kamerorkest
- 1988 Another Happy Birthday, voor orkest
- 1988 Machault Mon Chou, voor orkest
- 1990 Astra, voor orkest
- 1991 Delight of the Muses, voor orkest
- 1993-1995 Dante Trilogie
- 2000 Cyclops 2000, voor orkest
- 2005 Theologoumenon, symfonisch gedicht voor orkest (opgedragen aan James Levine)
- 2007 Synaxis, concerto grosso voor hobo, hoorn, klarinet, contrabas, strijkers en pauken

### Werken voor harmonieorkest
- 1977 The Winds, voor harmonieorkest
- 1994 Windfall, voor harmonieorkest

### Missen en gewijde muziek
- 1957 Be Mery All That Be Present, voor gemengd koor en orgel
- 1961 Symphonia Sacra, voor solisten, 2 hobo's , orgel, 2 violen en contrabas
- 1962 The Prayer of Jonah, voor gemengd koor en strijkers
- 1966 Salve Regina: John Bull, voor 14 instrumenten
- 1974 Anthem for Epiphany, voor gemengd koor, trompet en orgel
- 1977 Archangel, voor bastrombone, 2 violen, altviool en cello
- 1982 Mass for the Restoration of St. Luke in the Fields, voor sopraan, gemengd koor, viool, 3 trombones en orgel
- 1989 Agnus Dei (from the Mass for the Restoration of St. Luke in the Fields), voor gemengd koor en orgel
- 1991 Missa Brevis, voor gemengd koor en orgel
- 1992 Missa Renovata, voor gemengd koor, dwarsfluit solo, 3 trombones, tuba en strijkers
- 1994 Christes Crosse (after Thomas Morley), voor sopraan en piano

### Oratoria
- 1980 The Celestial Sphere, oratorium voor gemengd koor en orkest

### Muziektheater

#### Opera's
| Voltooid in | titel                                                              | aktes   | première                       | libretto                                               |
| ----------- | ------------------------------------------------------------------ | ------- | ------------------------------ | ------------------------------------------------------ |
| 1967        | The Politics of Harmony (A Masque)                                 | 1 akte  | 1968, New York                 | Richard Monaco                                         |
| 1975        | The W. of Babylon, (or "The Triumph of Love over Moral Depravity") | 2 aktes | 20 januari 1989, San Francisco | Renaud Charles Bruce                                   |
| 2001        | Haroun and the Sea of Stories                                      | 2 aktes | herfst 2004, New York          | James Fenton gebaseerd op een novel van Salman Rushdie |

### Werken voor koren
- 1964 Super Salutem, voor mannenkoor, koperblazers, pauken en piano
- 1973 Mannheim 87.87.87, voor unisono koor en orgel
- 1989 A solis ortu, voor gemengd koor
- 1989 Genesis, voor gemengd koor en orkest

### Vocale muziek
- 1960 Madrigale Spirituale sopra salmo secondo, voor tenor, bas, 2 hobo's, 2 violen, piano (basso continuo)(cello/contrabas ad lib)
- 1960 The Door In The Wall, voor 2 mezzosopranen of sopraan en mezzosopraan en piano
- 1969 Adapting to the Times, voor zangstem en piano
- 1970 A Song to the Lute in Musicke, voor sopraan en piano
- 1970 Message to Denmark Hill, voor bariton, dwarsfluit, cello en piano - tekst: Richard Howard
- 1979 Psalm 39, voor bariton en gitaar
- 1979 Three Songs, voor tenor en piano
- 1991 A Winter's Tale, voor sopraan en piano
- 1994 Lightenings VIII, voor sopraan en piano - tekst: Seamus Heaney
- 1997 Fenton Songs (Version 1), voor sopraan of mezzosopraan, viool, cello en piano - tekst: James Fenton
- 1997 Fenton Songs (Version 2), voor sopraan of mezzosopraan, viool, cello en twee gitaren - tekst: James Fenton
- 1999 An Orbicle of Jasp, voor zangstem en piano
- 2001 September 11, 2001, voor tenor en piano naar W.H. Auden, "Anthem for St. Cecelias Day"
- 2001 Stanzas Before Time, voor tenor en harp
- 2001 Two Machine Portraits, voor tenor en piano - tekst: Les Murray
- 2002 Fenton Songs II, voor sopraan of mezzosopraan, viool, cello en piano - tekst: James Fenton
- 2002 Pentecost, voor tenor en harp - tekst: Derek Walcott
- 2003 The Long Boat, voor mezzosopraan en althobo
- 2004 Ashberyana, voor bariton, trombone, strijkkwartet en piano - tekst: John Ashbery
- In Heated Sylvan Glades & With Elegiac Sckbuts voor twee sopranen en piano

### Kamermuziek
- 1956 Sonatina, voor blazerskwartet
- 1958 Movement, voor blazerskwintet
- 1960 Consort, voor vier trombones
- 1960 Eight Variations, voor dwarsfluit en klavecimbel
- 1960 Turetzky Pieces, voor dwarsfluit, klarinet en contrabas
- 1961 Tiento Sobre Cabezon, voor dwarsfluit, hobo, klavecimbel, piano, viool, altviool en cello
- 1962 Duuiensela, voor cello en piano
- 1962 Octet, voor hobo, klarinet, hoorn, trombone, viool, cello, contrabas en piano
- 1963 Chamber Concerto, voor cello en 10 instrumenten
- 1964 Chamber Concerto, voor dwarsfluit en 10 instrumenten
- 1964 Composition, voor viool en 10 instrumenten
- 1965 Chamber Concerto, voor hobo en 10 instrumenten
- 1965 Composition, voor hobo en piano
- 1966 Bicinium, voor twee hobo's
- 1969 Nature's Concord, voor trompet en piano
- 1970 Chamber Concerto, voor tuba met 12 blazers en 12 drums
- 1971 Canzona, voor dwarsfluit, hobo (althobo), klarinet (basklarinet), fagot, trompet, vibrafoon, piano, harp, viool, altviool, cello, contrabas
- 1971 Strijkkwartet Nr. 1
- 1972 Bassoon Variations, voor fagot, harp en tuba
- 1972 On Alligators, voor dwarsfluit, hobo, klarinet, fagot, 2 violen, altviool en cello
- 1972 Speculum Speculi, voor dwarsfluit, hobo, basklarinet, contrabas, pauken en piano
- 1973 Arabia Felix, voor dwarsfluit, fagot, geprepareerde gitaar, vibrafoon, violen en piano
- 1973 Grand Union, voor cello en piano
- 1974 Fantasia, voor viool en piano
- 1977 Archangel, voor bastrombone en strijkkwartet
- 1977 Album Leaf for Ayda and Fred, voor viool en cello
- 1977 Fast Fantasy, voor cello en piano
- 1977 Blazerskwintet
- 1978 Ancestors, voor hobo, fagot, hoorn, twee pauken, piano en strijkers
- 1978 Archaeopteryx, voor bastrombone, 3 dwarsfluien (piccolo), 2 klarinetten (basklarinet), 2 hoorns, tuba, marimba en piano
- 1979 Fortune, voor klarinet (altklarinet), viool, cello en piano
- 1979 Joan's, voor dwarsfluit, klarinet (altklarinet), viool, cello en piano
- 1979 Strijkkwartet Nr. 2
- 1981 Trio for Bass Instruments, voor bastrombone, tuba en contrabas
- 1982 Divertimento, voor altsaxofoon en piano
- 1982 Divertimento, voor strijkkwartet
- 1982 New York Notes, voor dwarsfluit, klarinet, viool, cello, pauken en piano
- 1983 Spinoff, voor viool, contrabas en conga's
- 1985 Double Solo, voor hoorn, viool en piano
- 1986 A Doleful Dompe on Deborah's Departure as well as Borda's Bawdy Badinage, voor althobo, viool en cello
- 1986 Fanfare (for Rutgers University), voor 2 hoorns, 2 trompetten en 2 trombones
- 1987 Strijkkwartet Nr. 3
- 1989 Strijkerssextet
- 1992 Saxophone Quartet
- 1994 Piano Quintet, voor strijkkwartet en piano
- 1997 Epithalamium, voor 2 trompetten
- 1997 Big Epithalamium, voor 8, 12 of 16 trompetten
- 1998 Lepton, voor celesta, harp en piano
- 1999 Brass Quintet, voor koperkwintet
- 2000 Strijkkwartet Nr. 4
- 2001 Alap, a Prelude to Contrapunctus IX of the Art of Fugue, voor 2 violen, altviool en cello
- 2001 Andante Espressivo, voor cello en piano
- 2001 Buttons and Bows (or, Superparticular Variations), voor cello en accordeon
- 2002 Josquiniana, voor strijkkwartet
- 2006 Eleven Short Pieces, voor viool en vibrafoon
- 2006 Iridule, kamerconcert voor hobo en dwarsfluit, basklarinet, viool, cello, piano en slagwerk
- 2007 Ave Maria (Josquin), voor klarinet, 2 violen, cello en piano
- 2008 Second Piano Quintet, voor strijkkwartet en piano

### Werken voor toetseninstrumenten

#### Werken voor orgel
- 1961 Evolutio: Organ
- 1985 Natural Fantasy

#### Werken voor piano
- 1966 Making Ends Meet, voor piano vierhandig
- 1969 Sonata Nr. 1
- 1980 The Blue Bamboula
- 1981 Capriccio
- 1984 Album Leaf (for Howard Klein)
- 1987 Bagatelle
- 1988 Ave Christe of Josquin
- 1993 The Mission of Virgil, voor twee piano's vierhandig
- 1996 Katz Fugue
- 2002 Fifty Fifty, voor twee piano's
- 2005 Heart Shadow
- 2005 Praegustatum for James Levine
- 2007 Sonata Nr. 4

#### Werken voor klavecimbel
- 1966 Harpsichord Divisions

#### Werken voor beiaard
- 1966 The Bells

### Werken voor harp
- 1972 Harp Variations, voor harp, viool, altviool en cello

### Werken voor gitaar
- 1994 Guitar Variations
- 2002 Hexadactyl
- 2003 Dodecadactyl, voor twee gitaren

### Werken voor slagwerk
- 1955 Prelude and Fugue, voor vier slagwerkers
- 1962 Invention, voor slagwerk kwintet
- 1966 Janissary Music, voor slagwerk en diverse instrumenten
- 1970 Ringing Changes, voor 12 slagwerkers
- 1976 Percussion Symphony, voor 24 slagwerkers
- 1979 Percussion Duo, voor slagwerk en piano
- 1994 Percussion Quartet

### Elektronische werken
- 1968-1969 Time's Encomium, processed synthesized sounds
- 1980 Beast 708, computer gestuurd geluidsband
- 1984 Bamboula Squared, voor orkest en quadrofonisch geluidsband